# Jiří Parma
Jiří Parma, född 9 januari 1963 i Frenštát pod Radhoštěm, Moravskoslezský kraj är en tjeckisk tidigare backhoppare som tävlade för Tjeckoslovakien och från 1992 Tjeckien.

## Karriär
Jiří Parma debuterade internationellt i världscupen i backhoppning i första deltävlingen i Tysk-österrikiska backhopparveckan 30 december 1980 i Oberstdorf där han kom på 99:e plats. Större framgångar kom under världsmästerskapen i skidflygning 1983 i Čerťák i Harrachov där han tog sjätteplatsen.
Han kom första gång på prispallen i världscupen 18 december 1983 i stora olympiabacken i Lake Placid då han blev trea. 14 januari 1984 i Harrachov vann han sin första tävling i världscupen. Hans två andra segrar i världscupen kom i Sverige, 6 mars 1984 i Falun och 5 mars 1985 i Paradiskullen i Örnsköldsvik. Parma tävlade 14 säsonger i världscupen. Han bästa resultat totalt kom säsongen 1987/1988 där han blev fyra sammanlagt.
Vid VM 1984 i Engelberg tog han en bronsmedalj tillsammans med det tjeckoslovakiska laget i laghoppningstävlingen. I VM 1987 i Oberstdorf blev han världsmästare då han vann tävlingen i normalbacken. Två år senare tog han ytterligare en bronsmedalj i laghoppning med det tjeckoslovakiska laget, denna gången i VM i Lahtis 1989. 1993 i VM i Falun tog han silver i lagtävlingen för Tjeckien.
Jiří Parma har även en bronsmedalj från laghoppstävlingen vid Olympiska vinterspelen 1992 i Albertville.

## Övrigt
Efter att ha avslutad den aktiva idrottskarriären har Jiří Parma bland annat verkat som hoppdomare. Hans son, som också heter Jiří Parma, var med i det tjeckiska hopplandslaget i början av 2000-talet och deltog i många världscuptävlingar.